# محمد السراج
محمد إبراهيم المطوع الشهير بمحمد السراج مطرب سعودي حقق شهرة واسعة في السبعينات وحتى أواخر الثمانينات الميلادية، ولد في الطائف وقضى حياته متنقلا بين مكة وجدة وقد كانت الطائف في أواخر الستينات الميلادية قد شهدت إطلالته الفنية الأولى حيث ملتقى الفنانين في بساتينها وروابيها وسط نسائِمها العليلة

## نبذة
محمد إبراهيم المطوع الشهير بمحمد السراج، فنان سعودي من مواليد 1954م والذي توفي في 3 أكتوبر 2008م. 
لمع اسم السراج في فترة السبعينات الميلادية بعد أن أبهر سكان مدينة الطائف حيث يقطن والذي اعتبروه معجزة الطائف الفنية وذلك لقدرته على الغناء في سن 9 سنوات وبصوت عذب واداء رائع، وقد اشتهر السراج بالعديد من الاغاني مثل رقص ياحمام وياناس من العذال وغيرها من الاغنيات والتي ذاع صيتها في جميع الافراح والمناسبات والاذاعات آنذاك.
انتقل إبراهيم المطوع والد الفنان من مدينة الهفوف في الأحساء التي ولد وعاش فيها مع والديه وأخيه أحمد المطوع إلى الطائف حيث تزوج من عائلة السراج وأقام بالطائف وكان يملك كراج كبير لصيانة السيارات في الطائف وهناك ولد الفنان محمد ونمت موهبته في الغناء، ولا يزال أقارب إبراهيم المطوع وهم من ذرية أخيه أحمد متواجدين في الأحساء، وتعود أصول الأسرة لفخذ العرينات من قبيلة سبيع.
في منزل أبو نجيب كان دائما ما يلتقي الفنانين، فقد كان شاعرا متذوقا للفن، كتب معظم أغاني ابنه محمد، الذي كان يستقي من الفنانين الذين يأتون منزل والده، مهارة العزف والغناء، لا سيما أنه كان يملك صوتاً جميلاً وإحساسا دافئا يتناغم معه.
بدأ أبو نجيب في رعاية موهبة ابنه محمد، يكتب له كلمات الأغاني ويعطيها للملحنين، فغنى في تلك الفترة من ألحان داود هارون وغنى لـجميل محمود أغنية (على العموم مشكور). يقول جميل محمود، إن السراج زاره برفقة والده ذات ليلة وشعر بجمال صوته ومدى عشقه للإيقاع الخيالي فقدم له أغنية (على العموم مشكور)، وتبعتها أغنية (زي الهوا والماء)، وغيرها من الروائع الجميلة، إضافة إلى ألحان أخيه نجيب المطوع.
اختار المطرب الشاب لنفسه اسماً فنيا وهو محمد السراج بعد استشارة والده وأخيه الأكبر، والسراج نسبة إلى أخواله وذلك لأن اسم عائلته المطوع لا يصلح أن يصاحب اسمه الفني نظرا لحساسية الاسم وذلك أن المطوع تعني الشخص المتدين فاختار الفنان الموهوب عائلة أخواله السراج ليصبح اسمه الفني محمد السراج ثم ينطلق محمد ليحقق نجاحاً كبيراً وينافس عدداً من نجوم الغناء المحلي، أُذيعت أغنياته بشكل مكثف بالإذاعات ومنها أغنية (يا ناس من العُذال) وغيرها، وكان أكثر التصاقا بالملحن محمد شفيق في فترة دراسته بالقاهرة، والذي لحن له أشهر أعماله مثل (غدير البنات) من أشعار إبراهيم خفاجي، بينما شكل عبر ألحان أخيه الأكبر نجيب السراج وكلمات أبو نجيب، ثلاثيا فنيا كبيرا وهاما، هيمن على عطاء الغناء الحجازي في فترة ما.
الأمير طلال بن منصور بن عبد العزيز ومحمد شفيق كانا أصدقاء لمحمد السراج وقدماه لصديقهم المشترك عبد الحليم حافظ ليشاركه الغناء في إحدى حفلاته، ولكن لصغر سنه وعدم خبرته وقلة تجربته مقارنة مع خبرة عبد الحليم، رفض وضع اسمه بخط صغير في إعلانات الترويج للحفل ورفض الغناء، وأضاع على نفسه فرصة كان يمكن أن تضع اسمه في قائمة كبار فناني العرب.
لكنه رغم ذلك شارك ووقف عدة مرات على مسارح القاهرة وغنى مع أشهر الفنانين العرب مثل وردة الجزائرية ونجاة الصغيرة.
الاعتزال
رغم كل النجاحات التي حققها محمد السراج، إلا أنه اعتزل الغناء نهائيا، وابتعد عن الساحة الفنية، على الرغم من أنه كان من أقوى الأصوات وأعذبها رحمه الله. أعفى لحيته وقدم ألبوما للابتهال الديني (بالدفوف فقط)، حيث لحن هو وغيره هذه الأعمال بعنوان (توبتي) حوى ابتهالات من أشعار الشافعي وتاج الدين نوفل ومحمد المقيرن)، قدمت عن طريق (الإتقان للإنتاج الفني).
وفاته
في العيد رحل الفنان السعودي محمد السراج بصمت، ولم يتنبه لرحيله كثير من الصحف التي باعد بينها وبينه غيابه الطويل عن ساحة الفن، وهو الذي كان مؤهلا لأن يكون أحد أقطاب الأغنية السعودية، لولا أن الحظوظ العواثر رافقت مسيرته الفنية، فأدت لاختفائه، ثم رحيله عن عالمنا في 2008، بعد أن مر على الحياة كنسمة رقيقة ومضى.